# 天聪
天聰（穆麟德轉寫：abkai sure；1627年－1636年四月十日）是清太宗皇太极在后金時期使用的年号，作為其第一个年号共沿用10年。此年号用作汗号則為「聰汗」（穆麟德轉寫：sure han；即“博格达汗”）。

## 争议
有学者认为1636年建元崇德之前，后金只使用汗号纪年，实际并无年号。《清实录》用“建元天聪”，是编者附会汉制所做。

## 改元
- 天命十一年——八月，努爾哈赤去世。九月一日，皇太極即位，有詔明年改元天聰。[4]
- 天聰十年——四月十一日，皇太極改國號為「大清」，改元崇德。[5]

## 公元纪年对照表
| 天聪 | 元年   | 二年   | 三年   | 四年   | 五年   | 六年   | 七年   | 八年   | 九年   | 十年   |
| ---- | ------ | ------ | ------ | ------ | ------ | ------ | ------ | ------ | ------ | ------ |
| 公元 | 1627年 | 1628年 | 1629年 | 1630年 | 1631年 | 1632年 | 1633年 | 1634年 | 1635年 | 1636年 |
| 干支 | 丁卯   | 戊辰   | 己巳   | 庚午   | 辛未   | 壬申   | 癸酉   | 甲戌   | 乙亥   | 丙子   |

## 同期存在的其他政权年号
- 中國
  - 天启（1621年－1627年）：明—明熹宗朱由校之年号
  - 崇祯（1628年－1644年）：明—明愍帝朱由检之年号
  - 瑞应（1621年－1629年）：明朝时期—奢崇明之年号
  - 永兴（1628年）：明朝时期—张惟元之年号
  - 靈寶（1629年）：明朝時期—李盛明之年號
  - 兴武（1635年－1636年）：明朝时期—高迎祥之年号
- 越南
  - 隆泰 （1594年－1628年）：莫朝—莫敬宽之年号
  - 順德 （1628年－1677年）：莫朝—莫敬完之年号
  - 永祚 （1618年－1629年）：后黎朝—神宗黎维祺之年号
  - 德隆 （1629年－1635年）：后黎朝—神宗黎维祺之年号
  - 陽和 （1635年－1643年）：后黎朝—神宗黎维祺之年号
- 日本
  - 宽永（1624年－1644年）：后水尾天皇、明正天皇、后光明天皇之年號

## 深入閱讀
- 李崇智. . 北京: 中华书局. 2004年12月. ISBN 7101025129.
- 蔡美彪.  (历史研究1987年第3期). 北京: 中國歷史研究院. 1987年6月. ISSN 04591909.
- 鄧洪波. . 臺北: 國立臺灣大學東亞經典與文化研究計劃. 2005年3月  [2007年3月10日]. ISBN 978-986-00-0518-9. （原始内容 (pdf)存档于2007年8月25日） （中文）.

| 前一年號： 天命 | 中國清朝年號 | 下一年號： 崇德 |